# Escrita geba
A escrita Goba (Naxi : ɡə 31 ba 31 the 33 ɤɯ 33, que significa "discípulo") é uma escrita que já foi usada pelo povo Naxi. Ao contrário da escrita Dongba, outra escrita Naxi, a escrita Goba é uma escrita silábica. O ano específico em que o texto Goba foi criado é desconhecido. Alguns estudiosos acreditam que a escrita Goba foi criada depois da escrita Dongba, e "Geba" significa "tomar a escrita Dongba como professor". No entanto, isso não é consensual.
O tipo de escrita Goba é derivado principalmente da escrita Dongba e caracteres chineses, e o número é cerca de 500.
A escrita Goba consiste em um caractere e um som, com traços simples e escritos horizontalmente da esquerda para a direita. Por não marcar os tons, e sua fonte não ser fixa, e existirem homófonos e palavras diferentes, a mesma palavra ter sons diferentes, etc., é difícil de dominar. Seu escopo de uso também é pequeno e está disponível apenas em algumas áreas de Lijiang e Weixi.